# Estación de Mercado (TRAM Alicante)
Mercado es una estación subterránea del TRAM Metropolitano de Alicante donde prestan servicio las líneas 1, 2, 3 y 4. Adquiere su nombre por el Mercado Central de Alicante, que está a pocos metros de distancia.

## Localización y características
Se encuentra ubicada bajo la confluencia de las avenidas Alfonso el Sabio y Jaime II con la Rambla de Méndez Núñez y la calle San Vicente, entre los barrios de Mercado y Centro.
La estación cuenta con cuatro escaleras mecánicas y dos fijas, así como con dos ascensores que comunican con una gran sala de embarque, de dos andenes, situada a 22 metros de profundidad. Desde el vestíbulo se puede acceder a una planta intermedia pensada como sala multiusos, con capacidad para 500 personas, aunque en el año 2022 no está habilitada. Los accesos se encuentran en la calle San Vicente y en la Rambla. También, existe un acceso peatonal desde el aparcamiento situado debajo de la avenida Alfonso el Sabio.
El presupuesto del proyecto de la estación de Mercado estuvo cercano a los 30 millones de euros. Es la mayor de las estaciones por su superficie y, también, por su profundidad. La inauguración y puesta en servicio supuso la llegada del Tram al centro de la ciudad.

## Líneas y conexiones
| << Cabecera | < Estación | Línea | Estación >    | Cabecera >>             |
| ----------- | ---------- | ----- | ------------- | ----------------------- |
| Luceros     | Luceros    |       | MARQ-Castillo | Benidorm                |
| Luceros     | Luceros    |       | MARQ-Castillo | Sant Vicent del Raspeig |
| Luceros     | Luceros    |       | MARQ-Castillo | El Campello             |
| Luceros     | Luceros    |       | MARQ-Castillo | Plaza de La Coruña      |

## Evolución del tráfico
Mercado es una de las estaciones más transitadas de la red del Tram.
| Año       | 2007*   | 2008      | 2009 | 2010    | 2011    | 2012    | 2013    | 2014      | 2015      | 2016      | 2017      | 2018      | 2019      | 2020    | 2021    | 2022      |
| --------- | ------- | --------- | ---- | ------- | ------- | ------- | ------- | --------- | --------- | --------- | --------- | --------- | --------- | ------- | ------- | --------- |
| Pasajeros | 563.503 | 1.000.000 | (**) | 818.000 | 706.039 | 683.232 | 777.727 | 1.045.245 | 1.035.464 | 1.083.257 | 1.141.200 | 1.232.828 | 1.226.471 | 641.115 | 858.153 | 1.367.514 |

(*) En el año 2007 los datos son a partir de la fecha de inauguración, 10 de mayo.

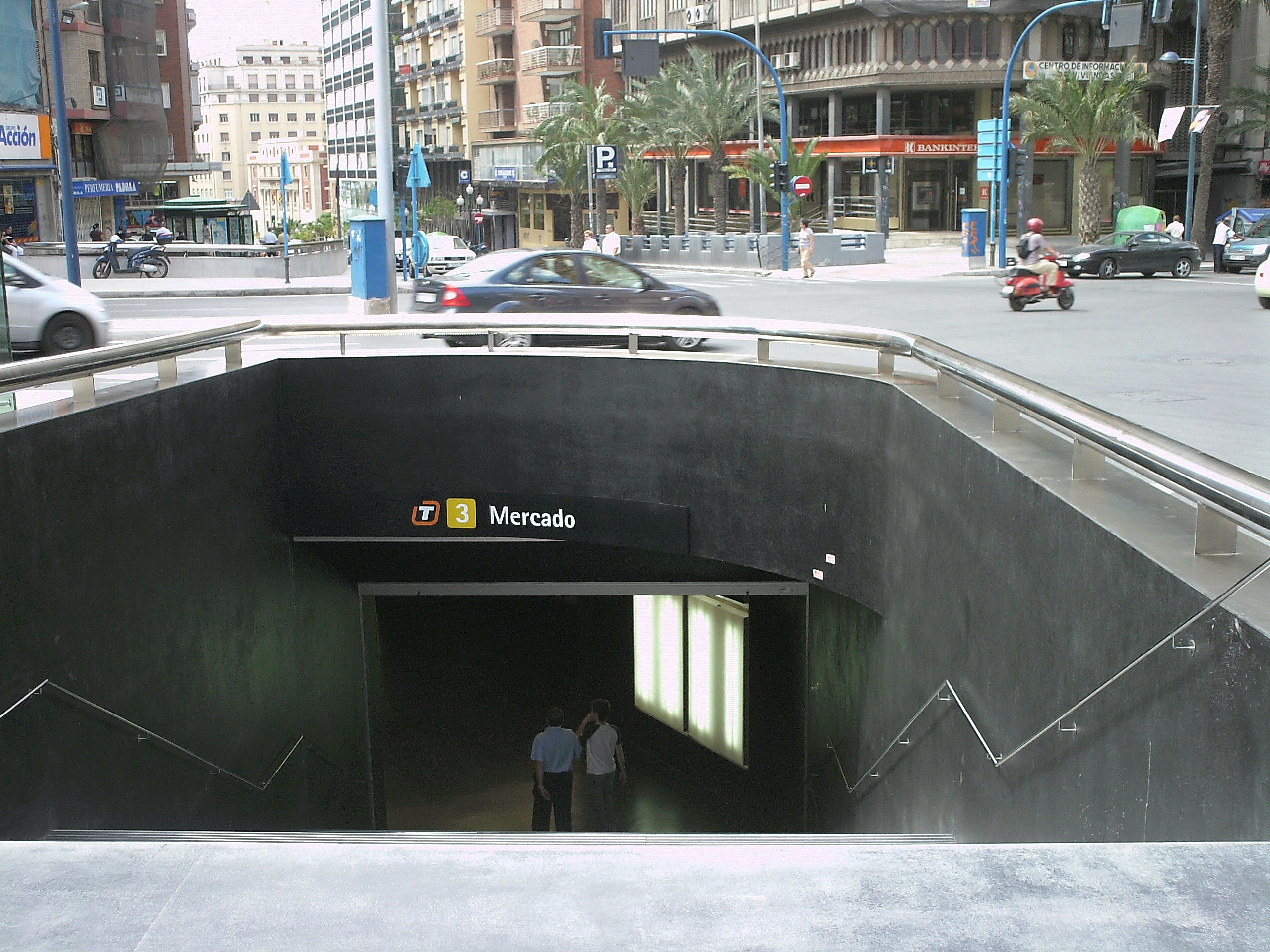
Vista acceso calle San Vicente.

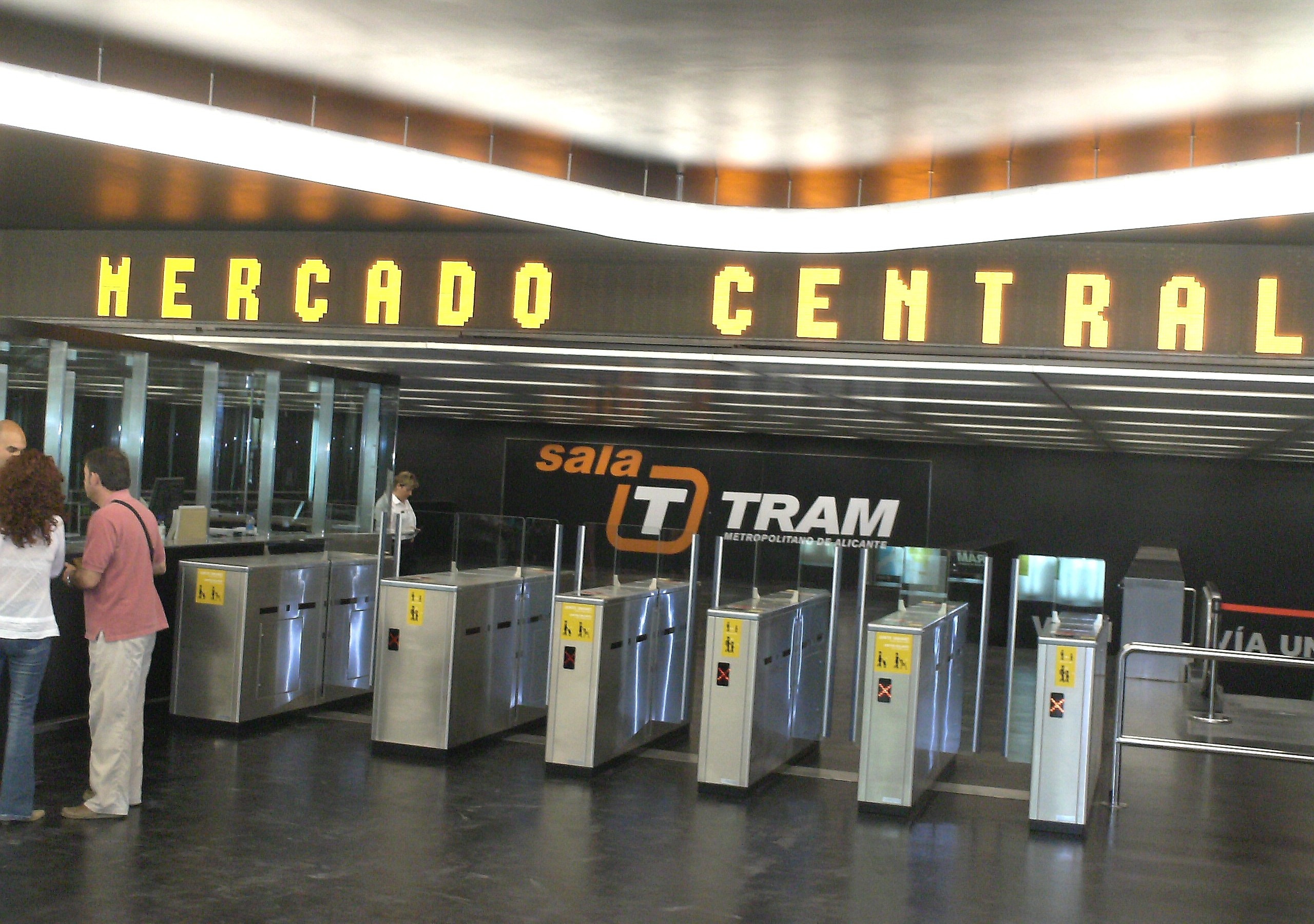
Vestíbulo de la estación de Mercado.

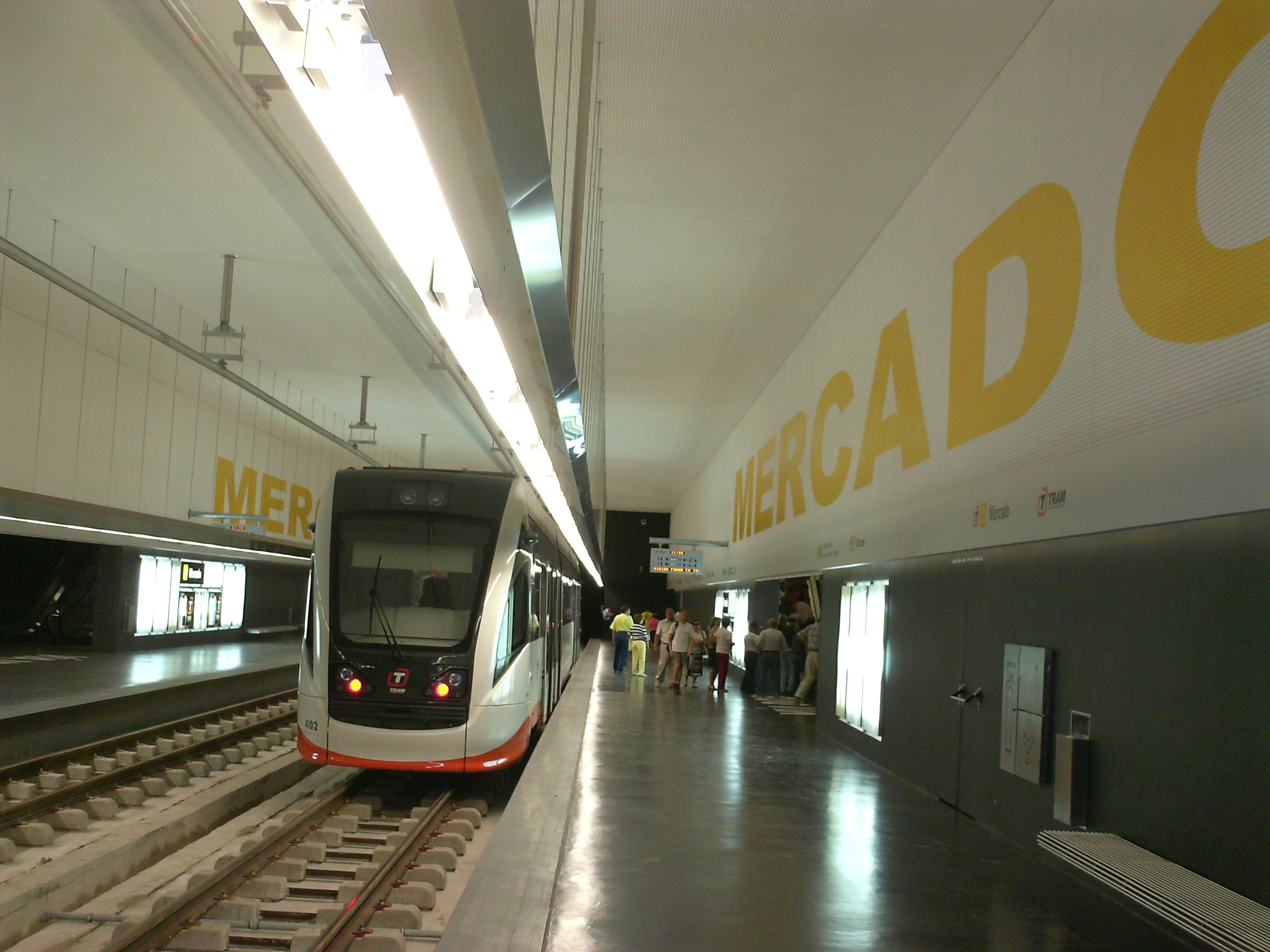
La sala de embarque cuenta con dos andenes.

(**) Sin datos publicados